# Livia Drusilla
Livia Drusilla (in latino Livia Drusilla, anche conosciuta semplicemente come Livia e dopo il 14 come Giulia Augusta,; Roma, 30 gennaio 59 a.C. – Roma, 28 settembre 29) è stata una nobildonna romana, moglie dell'imperatore romano Augusto e Augusta dell'Impero.
Fu la madre di Tiberio e di Druso maggiore, nonna di Germanico e Claudio, nonché bisnonna di Caligola e trisavola di Nerone. Fu divinizzata da Claudio.

## Biografia

### Famiglia e primo matrimonio
Livia era figlia di Marco Livio Druso Claudiano e della moglie Alfidia, a sua volta figlia del magistrato italico Marco Aufidio Lurcone. Il diminutivo "Drusilla" suggerisce che fosse la seconda figlia della coppia.
All'età di sedici anni, nel 42 a.C., sposò il cugino patrizio Tiberio Claudio Nerone, il quale combatteva assieme a Claudiano nel partito dei congiurati, comandato da Gaio Cassio Longino e da Marco Giunio Bruto, il quale era in lotta contro Ottaviano e Marco Antonio. Quando l'esercito dei congiurati fu sconfitto nella battaglia di Filippi (42 a.C.), Claudiano seguì l'esempio di Cassio e di Bruto e si suicidò, mentre il marito di Livia continuò a combattere contro Ottaviano, passando dalla parte di Marco e Lucio Antonio. Nel 40 a.C. la famiglia di Livia fu costretta ad abbandonare l'Italia peninsulare, per evitare la proscrizione dichiarata da Ottaviano, e raggiunse prima la Sicilia, sotto il controllo di Sesto Pompeo, e poi la Grecia.

### Matrimonio con Ottaviano
Quando fu decretata una amnistia generale dei proscritti, Livia tornò a Roma, dove conobbe Ottaviano nel 39 a.C. All'epoca del loro incontro, Livia aveva già avuto dal marito il primo figlio, Tiberio, ed era incinta di Druso. Malgrado questo, e nonostante Livia fosse sposata a Nerone, e Ottaviano a Scribonia, il futuro primo imperatore decise di divorziare, nello stesso giorno in cui la moglie dava alla luce la loro figlia Giulia, e convinse (od obbligò) Nerone a fare lo stesso con Livia. Druso nacque il 14 gennaio 38 a.C., mentre Livia e Ottaviano si sposarono tre giorni dopo: al matrimonio era presente Nerone, il quale presentò la sposa come avrebbe fatto un padre.
Sebbene sia stata tramandata la storia che Ottaviano si innamorò immediatamente non appena incontrò Livia e volle quindi fortemente sposarla, in realtà è plausibile che il loro rapido matrimonio fosse suggerito da convenienze politiche: a Ottaviano faceva comodo il sostegno della gens patrizia dei Claudii; allo stesso tempo, i compromessi Claudii Nerones necessitavano del sostegno del promettente Ottaviano per sopravvivere politicamente. Malgrado il loro matrimonio fosse quindi dovuto a considerazioni politiche, Livia e Ottaviano rimasero sposati per 52 anni (fino alla morte di Augusto nel 14 d.C.), a dispetto del fatto che non ebbero figli propri; inoltre Livia venne tenuta in grande considerazione dal marito, presso il quale presentava petizioni e che consigliava nelle sue politiche.

### Imperatrice

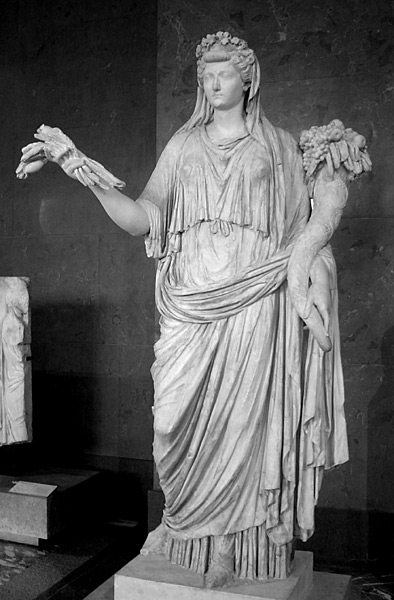
Una statua di Livia rappresentata come Ops, con un fascio di spighe di grano e cornucopia, I secolo a.C.

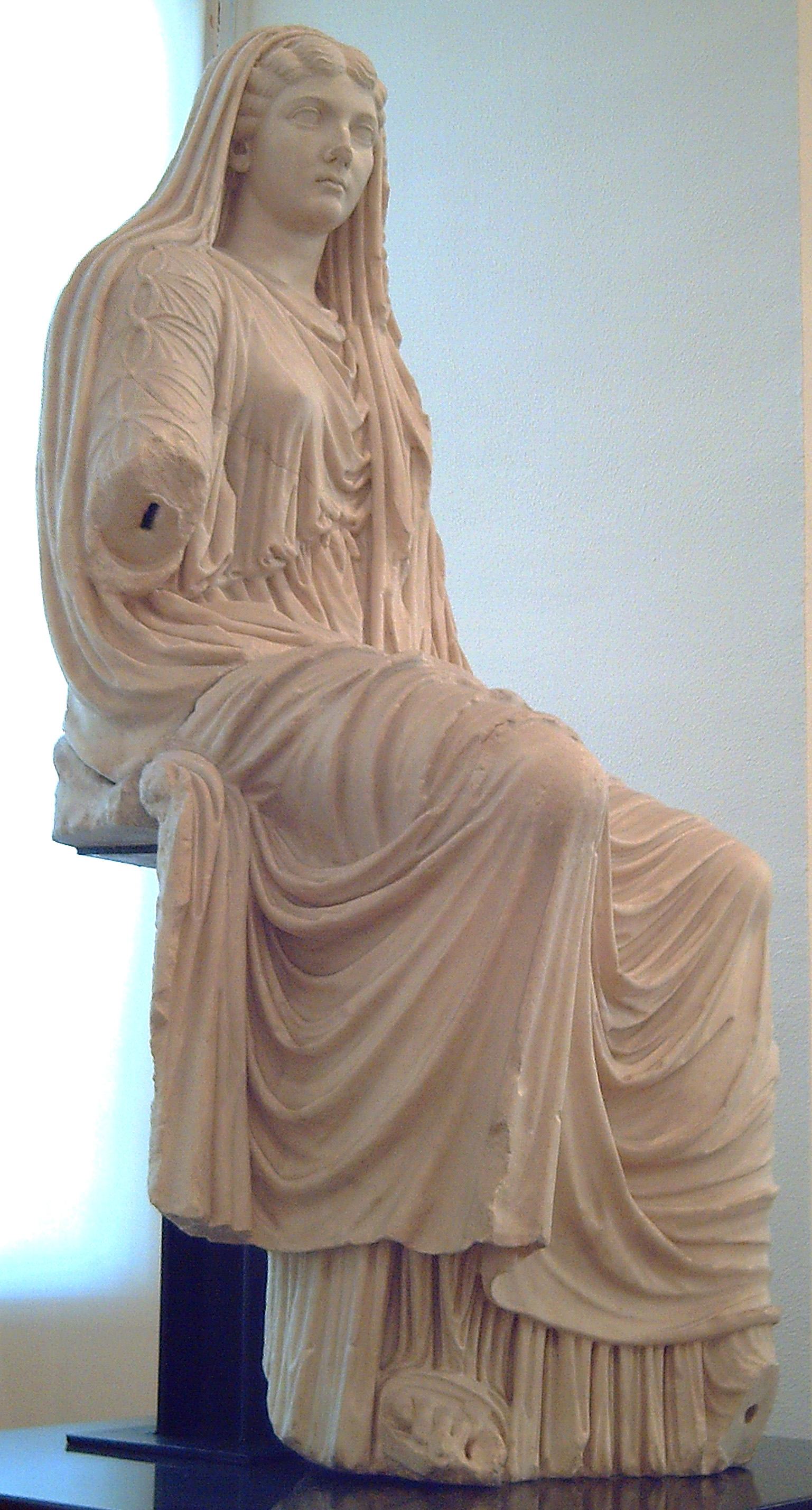
Statua di Livia Drusilla, da Paestum, ora al Museo Archeologico Nazionale di Madrid.

Dopo la morte di Marco Antonio (31 a.C.), Ottaviano non ebbe più rivali, divenendo il padrone incontrastato di Roma e iniziando la transizione dalla Repubblica all'Impero. Livia fu sempre al fianco del marito, formando insieme il modello per le famiglie romane. Malgrado la loro ricchezza e il loro potere, Ottaviano (noto come Augusto dal 27 a.C.) e Livia continuarono a vivere modestamente nella loro casa sul Palatino. Livia, modello per le matrone romane, non indossava gioielli costosi né vestiti sgargianti, si prendeva cura personalmente della casa e del marito, cucendogli persino i vestiti, e fu sempre leale e premurosa verso di lui, malgrado le voci sulle avventure galanti di Augusto.
Già nel 35 a.C. Ottaviano le aveva concesso l'inusitato onore di gestire le sue finanze personali, dedicandole anche una statua in pubblico. Livia aveva anche il proprio circolo di clientes, e utilizzò la propria influenza per mettere i propri protetti nei posti pubblici, tra cui il futuro imperatore Galba e il nonno del futuro imperatore Otone.
La coppia non ebbe figli propri, quindi Giulia maggiore, la figlia di Ottaviano e Scribonia, era l'unica erede di Augusto. Livia mise in atto una politica volta a garantire ai propri figli, avuti da Nerone, un futuro politico.
Alcune voci, riportate da Cassio Dione Cocceiano, insinuarono che vi fosse Livia dietro la morte di Marco Claudio Marcello, il nipote favorito di Augusto, morto nel 23 a.C. Vero è che uno a uno i figli di Giulia maggiore e di Marco Vipsanio Agrippa morirono tutti: prima Lucio, poi Gaio Cesare, entrambi adottati da Augusto, morirono di morte naturale; infine Agrippa Postumo, anch'egli adottato da Augusto, venne incarcerato e ucciso.
Dei figli di Livia, invece, Druso sposò Antonia minore, la nipote preferita di Augusto, e intraprese una brillante carriera militare. Nell'11 a.C. Tiberio sposò Giulia maggiore, la figlia di Augusto che aveva già sposato il collaboratore del padre, Marco Vipsanio Agrippa; Tiberio venne infine adottato dall'imperatore nel 4, divenendone l'erede.
Tacito e Cassio Dione affermano che Livia non fosse estranea a questi decessi, mentre Svetonio non riporta alcuna notizia nella sua Vita dei dodici Cesari, sebbene questa fosse stata compilata basandosi su documenti ufficiali. In difesa di Livia va ricordato che Tacito e Cassio Dione riferiscono anche l'improbabile accusa nei suoi confronti di aver assassinato Augusto. Una seconda ipotesi, ventilata da Tacito, è che Livia abbia nascosto la morte di Augusto finché Tiberio, richiamato in gran fretta dall'Illirico, non fosse giunto a Nola (dove si trovava la coppia imperiale) per ereditarne direttamente il ruolo.

### Dopo la morte di Augusto

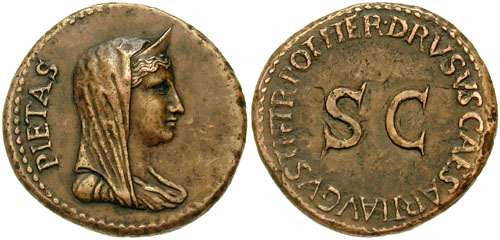
Livia nelle vesti della dea Pietas.

Il testamento di Augusto, morto nel 14, conteneva il provvedimento di adozione di Livia. Questo atto inusuale, che la rendeva figlia del proprio marito, aveva lo scopo di permettere a Livia di entrare a far parte in pieno diritto della gens patrizia dei Iulii. Il testamento, oltre a garantirle un terzo del patrimonio di Augusto (gli altri due terzi andarono a Tiberio), le riconosceva il titolo di "Augusta".
Sfruttando la sua notevole popolarità, contribuì all'elezione di Tiberio al rango di imperatore. Per un certo periodo, Livia, ora nota col nome ufficiale di Giulia Augusta, andò d'accordo col figlio imperatore: Tiberio fece passare nel 20 una legge che equiparava al tradimento la diffamazione nei confronti della madre, cui garantì nel 24 un posto a teatro tra le Vergini vestali. Questa situazione fece sì che Livia divenisse molto potente, fino a far scagionare la sua amica Urgulantia e Plancina, sospettata dell'assassinio di Germanico. Nel 22 giunse ad erigere una statua ad Augusto nella cui dedica il suo nome veniva prima di quello di Tiberio. Livia esercitava a Roma un potere non ufficiale ma molto reale. Alla fine, Tiberio si risentì per lo status politico di sua madre.

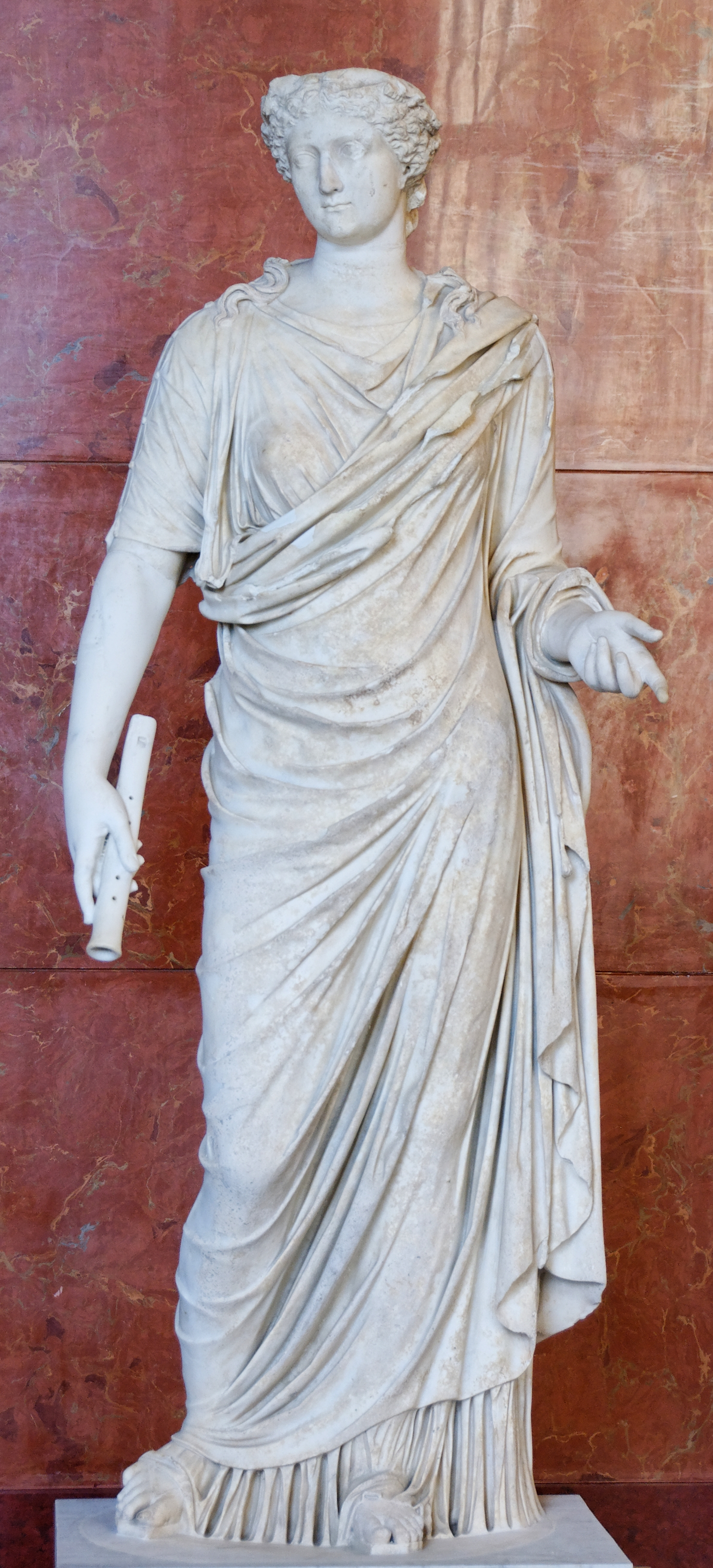
Livia Drusilla, museo del Louvre

Di conseguenza i rapporti tra madre e figlio si deteriorarono, in quanto Tiberio divenne sospettoso del potere della madre, ma soprattutto del fatto che Livia gli ricordasse di essere divenuto imperatore per suo merito. Tra gli altri atti, mise il veto alla decisione del Senato di conferire a Livia il titolo di Mater Patriae, "Madre della Patria". Pare anche che Tiberio si ritirò a Capri proprio per allontanarsi dall'influenza della madre.
Nel 22 Livia si ammalò: il figlio la raggiunse da Capri per starle vicino; quando però nel 29 si ammalò nuovamente, Tiberio rimase a Capri. Il corpo di Livia venne seppellito con parecchi giorni di ritardo, e solo quando lo stato di decomposizione rese l'atto non più procrastinabile, perché si attendeva l'arrivo di Tiberio. L'orazione funebre fu pronunciata dal pronipote Caligola, che, dopo la caduta in disgrazia della madre Agrippina maggiore, aveva vissuto con l'Augusta.
Come per lasciare insoddisfatti i desideri della madre, Tiberio non volle divinizzarla, come era invece successo per Augusto. Mise il proprio veto a tutti i titoli che il Senato aveva intenzione di conferirle dopo la morte, e giunse persino ad annullare il testamento di Livia.
Fu poi Claudio, nel 42, a divinizzare la propria nonna. La Diva Augusta ("Divina Augusta") veniva onorata in occasione dei giochi pubblici da un carro trainato da elefanti che portava la sua immagine; nel tempio di Augusto le venne dedicata una statua; corse di carri vennero indette in suo onore, mentre le donne dovevano nominarla nei loro giuramenti.

## Livia nella letteratura e nella cultura di massa
Lo storico Gaio Cornelio Tacito rappresenta Livia nei suoi Annali come una donna di grande influenza; il suo controllo su Augusto era talmente forte che lo convinse ad esiliare il suo unico nipote naturale rimasto nonché erede, Agrippa Postumo (il figlio di Giulia Maggiore), a Planasia, in modo da liberare il campo per Tiberio.
La tradizione vuole che Livia ed Augusto abbiano ingrandito la città di Forlì (Forum Livii) a causa della parentela di lei con Marco Livio Salinatore, a cui se ne attribuisce la fondazione. Forlì infatti si chiamò per secoli anche Livia. Inoltre, fino agli inizi del XV secolo, il Palazzo Comunale di Forlì conservò un antico affresco raffigurante Augusto e Livia in quanto benefattori della città. I legami tra l'ambiente della coppia imperiale e Forlì sarebbero confermati dall'origine forlivese del poeta Gaio Cornelio Gallo.
Più recentemente, Robert Graves ha raffigurato Livia nella sua opera Io, Claudio; qui Livia è raffigurata come la mente che tira le fila della politica imperiale, presente dietro ogni morte o disgrazia della dinastia giulio-claudia fino alla fine della propria vita.
Ispirata alla figura di Livia Drusilla è Domina, una serie televisiva italo-britannica del 2021 creata da Simon Burke, dove Livia appare come una donna calcolatrice e senza scrupoli che mira a riconquistare l'onore della sua famiglia.

## Villa di Livia

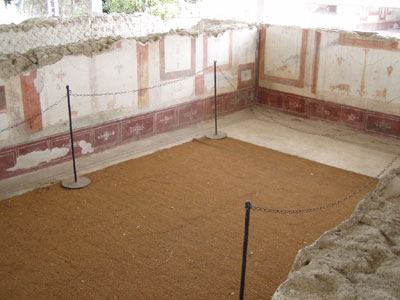
Villa di Livia Drusilla.

Nella zona di Prima Porta (periferia a nord di Roma) nel 1863 iniziarono gli scavi che portarono alla luce la Villa di Livia. Nell'ambito di questa operazione, venne rinvenuta la statua di Augusto detta "di Prima Porta", ora nei Musei Vaticani. Nel 1951 anche le pitture della sala sotterranea vennero distaccate e trasferite nel Museo nazionale romano di Palazzo Massimo. Più tardi, il vuoto fu colmato con pannelli, oggi rimossi, che riproducevono fedelmente le immagini degli affreschi.